# 250774 Syosset
250774 Syosset este o planetă minoră (asteroid), cu un diametru de 5,715 km, din centura de asteroizi. A fost descoperită pe 1 octombrie 2005 la Catalina Station⁠(d) de Richard Kowalski⁠(d). 
Obiectul prezintă o orbită caracterizată de o semiaxă mare de 3,1225698033808 UAi, o excentricitate de 0,046696454189578, o înclinație de 10,474673314265 ° în raport cu ecliptica.